# 퓨리 (2014년 영화)
《퓨리》(Fury)는 데이비드 에이어가 각본과 감독을 맡아서 2014년 개봉한 미합중국의 영화로, 제 2차 세계 대전을 배경으로 한 전쟁, 드라마 영화이다. 브래드 피트, 샤이아 러버프, 로건 러먼, 마이클 페냐, 존 번설, 제이슨 아이작스, 스콧 이스트우드가 출연하였다.
영화의 리허설은 2013년 9월 초 잉글랜드 하트퍼드셔주에서 시작하였고 그 후 2013년 9월 30일 옥스퍼드셔주에서 본 촬영을 하였다. 영화 촬영은 옥스퍼드를 포함하여 한달 반동안 여러 장소에서 하였고 11월 15일에 마쳤다.

## 출연
- 브래드 피트 - "워대디" 돈 콜리어 역
- 샤이아 러버프 - "바이블" 보이드 스원 역
- 로건 러먼 - "머신" 노먼 엘리슨 역
- 마이클 페냐 - "고르도" 트리니 가르시아 역
- 존 번설 - "쿤애스" 그래디 트래비스 역
- 제이슨 아이작스 - 웨이고너 역
- 스콧 이스트우드 - 마일스 역
- 제이비어 새뮤얼 - 파커 역
- 브래드 윌리엄 헨케 - 데이비스 역
- 유제니아 쿠즈미나 - 힐다 마이어 역
- 케빈 밴스 - 피터슨 역
- 아나마리아 마린카 - 이르마 역
- 알리샤 본 리트버그 - 엠마 역
- 스텔라 스토커 - 이디스 역